# Uwe Sauer
Uwe Sauer (Hamburgo, 30 de agosto de 1943) es un jinete alemán que compitió en la modalidad de doma.
Participó en los Juegos Olímpicos de Los Ángeles 1984, obteniendo una medalla de oro en la prueba por equipos (junto con Reiner Klimke y Herbert Krug). Ganó tres medallas en el Campeonato Europeo de Doma, en los años 1983 y 1985.

## Palmarés internacional
| Juegos Olímpicos   | Juegos Olímpicos             | Juegos Olímpicos  | Juegos Olímpicos |
| Año                | Lugar                        | Medalla           | Categoría        |
| ------------------ | ---------------------------- | ----------------- | ---------------- |
| 1984               | Los Ángeles (Estados Unidos) | Medalla de oro    | Por equipos      |
| Campeonato Europeo |                              |                   |                  |
| Año                | Lugar                        | Medalla           | Categoría        |
| 1983               | Aquisgrán (RFA)              | Medalla de oro    | Por equipos      |
| 1983               | Aquisgrán (RFA)              | Medalla de bronce | Individual       |
| 1985               | Copenhague (Dinamarca)       | Medalla de oro    | Por equipos      |